# Revolta de Perpinyà
La Revolta de Perpinyà fou un dels episodis de la Croada contra la Corona d'Aragó. El maig de 1285 la ciutat de Perpinyà havia de ser presa i consolidada com a punt de partida per a la invasió, car la seva situació a la plana rossellonesa i la seva proximitat a la frontera amb el Regne de França en feien un enclavament essencial.

## Antecedents
El papa Martí IV, que havia succeït Climent IV va declarar al rei Pere el Gran privat dels seus regnes a causa de la intervenció catalana a Sicília arran de les Vespres Sicilianes, i donà la investidura com a rei d'Aragó, rei de València i Comte de Barcelona el 27 d'agost de 1283 a Carles I d'Anjou, segon fill del rei Felip III de França, sent coronat el 27 de febrer de 1284 a París.
L'exèrcit croat va sortir de Perpinyà el 13 de maig de 1285 en direcció als Pirineus, acampant al Voló, però en trobar una forta resistència al Coll de Panissars i la vila de Montesquiu, es va retirar fins a Perpinyà.

## Desenvolupament militar
Felip III de França va voler assegurar Perpinyà, i va enviar Ramon Roger de Pallars, aliat del Rei de França, qui va voler parlamentar amb els ciutadans més destacats de la ciutat, que foren segrestats i els seus béns confiscats, cosa que provocà la revolta de la ciutat.
Quan les tropes franceses, mil cavallers acompanyats de ballesters i llancers, els defensors de la ciutat els van atacar amb les seves ballestes i llençant pedres, i els croats van creure que Pere el Gran es trobava a la ciutat. Felip l'Ardit va enviar a la ciutat Eustaqui de Beaumarchais i Roger Bernat III de Foix, els quals van negociar la rendició a canvi del perdó i queviures per als croats, o ser assetjats, condicions que els ciutadans van acceptar.

## Conseqüències
Pocs dies després, la ciutat d'Elna també es revoltà, però fou assetjada i cremada. Finalment els croats van creuar els Pirineus pel Coll de la Maçana i va acampar davant les muralles de Peralada, que en aquella època era el quarter general de Pere el Gran, on s'havia retirat per tal de no veure's encerclat als Pirineus.